# Stearman XBT-17
Stearman XBT-17 là một mẫu thử máy bay huấn luyện của Hoa Kỳ trong thập niên 1940, do hãng Stearman Aircraft chế tạo.

## Biến thể
Stearman X-90
Stearman X-91
Stearman XBT-17

## Tính năng kỹ chiến thuật (XBT-17)
Dữ liệu lấy từ 
Đặc tính tổng quát
- Kíp lái: 2
- Chiều dài: 27 ft 9 in (8,46 m)
- Sải cánh: 35 ft 9 in (10,90 m)
- Diện tích cánh: 200 foot vuông (19 m2)
- Trọng lượng rỗng: 3.080 lb (1.397 kg)
- Trọng lượng có tải: 4.150 lb (1.882 kg)
- Động cơ: 1 × Pratt & Whitney R-985-AN-1 , 450 hp (340 kW)

Hiệu suất bay
- Vận tốc cực đại: 190 mph (306 km/h; 165 kn)
- Vận tốc hành trình: 160 mph (139 kn; 257 km/h)
- Trần bay: 20.000 ft (6.096 m)
- Vận tốc lên cao: 1.300 ft/min (6,6 m/s)